# Opegrapha prosodea
Opegrapha prosodea är en lavart som beskrevs av Ach. Opegrapha prosodea ingår i släktet Opegrapha och familjen Roccellaceae.   Inga underarter finns listade i Catalogue of Life.